# Артур Расизаде
Артур Расизаде (на азербайджански: Artur Rasizadə) е азербайджански политик.
Той е министър-председател на Азербайджан в продължение на 22 години (с прекъсване от 3 месеца):
- от 26 ноември 1996 до 4 август 2003 г. и
- от 4 ноември 2003 до 21 април 2018 г.

Бил е заместник министър-председател на Република Азербайджан (2003) и на Азербайджанска ССР.

## Биография
Роден е на 26 февруари 1935 г. в Ганджа (Кировабад), Азербайджанска ССР, СССР.
В съветско време е завеждал отдел „Машиностроене“ в апарата на Централния комитет на Комунистическата партия на Азербайджан, бил е директор на Института по машиностроене в Баку.